# Anta Ryman
Anna Brita Andersdotter "Anta" Ryman, född 27 juli 1913 i London, död 17 maj 2004  i Stockholm, var en svensk gymnastikdirektör och danslärare. Hon var en portalgestalt för användningen av den vita käppen som hjälpmedel för blinda i Sverige.

## Biografi
Anna Brita Ryman, eller Anta Ryman som hon oftast kallades, föddes 1913 av svenska föräldrar i stadsdelen Wimbledon i London, England. Modern Anna Ouchterlony var gymnastikdirektör och fadern Anders Ryman var gymnastikdirektör, sjukgymnast, läkare och juris kandidat.
Anta Ryman avlade studenten vid Whitlockska samskolan i Stockholm 1934. År 1936 deltog hon i den svenska gymnastiktruppen vid de olympiska sommarspelen i Berlin. Året därpå utbildade hon sig till gymnastikdirektör och sjukgymnast vid Arvedsons gymnastikinstitut (AGI). Efter att hon vikarierat som gymnastiklärare i Sundbyberg, Karlstad och Kiruna kom hon till Tomteboda blindinstitut (senare Tomtebodaskolan) år 1939, där var hon verksam till sin pension. Anta Ryman hade genom hela livet ett stort intresse för gymnastik och dans. Tack vare ett folkdansmöte i USA kom hon i kontakt med den vita käppen som ett modernt hjälpmedel för blinda. Vita käppar började först användas som hjälpmedel av krigsskadade soldater i Frankrike under första världskriget. Användandet spreds snart till England och kanske främst USA. Under samma period introducerades den vita käppen i Sverige och den blev så småningom en symbol för blindhet över hela världen.
År 1952 åkte Anta Ryman på eget initiativ på studieresa till USA och utbildades sig vid Edward Hines Jr Veterans Administration Hospital utanför Chicago. Där lärde hon sig Hoovers förflyttningsteknik, en pendelrörelse med den vita käppen, vilken började praktiseras på Tomteboda blindinstitut året därpå. I början fanns det ett visst motstånd, men hon undervisade även blivande speciallärare i synhandikappades förflyttningsteknik vid lärarhögskolan och tekniken blev med tiden allmänt accepterad. Hon reste runt om i världen för att lära ut tekniken med den vita käppen och organiserade också flera egna kurser utomlands. Den vita käppen kom att bli Anta Rymans stora livsverk.
Anta Ryman var länge engagerad vid Nääs Slöjdlärarseminarium. Hon kom första gången till Nääs som kursdeltagare sommaren 1936. Följande år återkom hon som hjälplärare, och kom sedan att själv leda kurser från 1941. Hon blev Nääs troget under sextio somrar. Seminariet på Nääs var tidigt en plats där det traditionellt svenska förenades med det kosmopolitiska på ett naturligt sätt. Därför passade det när Anta Ryman efter andra världskriget införde och börjande lära ut internationella danser som hon samlat på sig kunskap om under sina många resor. Hon har beskrivits som en mycket god pedagog. Det berättas hur hon hade alla turer och steg i huvudet och alltid var väl förberedd för sina lektioner. Dessutom sa hon: ”Tänk på att det inte bara är du som skall ha det roligt, du skall också göra det roligt för andra.” Förutom danskurserna på Nääs ledde Anta Ryman liknande kurser på andra platser, exempelvis i Jukkasjärvi.
Anta Ryman var med och startade föreningen Näässamfundet år 1966. Från 1967 var hon ledamot i styrelsen, samt dess ordförande under åren 1970–1996.
Anta Ryman fick många stipendier och utmärkelser. Den som hon enligt hennes vänner uppskattade mest själv var Helen Keller-medaljen, som hon som enda europé fått mottaga. Hon fick också ta emot regeringens belöningsmedalj Illis quorum.
Anta Ryman dog i Stockholm 2004, 89 år gammal. Hon ligger begravd på Norra begravningsplatsen i Solna. Efter hennes död skänkte hennes släkt ett stort privat arkivmaterial till August Abrahamsons stiftelse, vilket bevaras i Riksarkivet Landsarkivet i Göteborg.